# Медіабаїнг
Медіабаїнґ (англ. media buying) — це гуртова закупівля всіх можливих рекламних місць для їх подальшої реалізації.

## Учасники медіабаїнґу
Послуги медіабаїнґу надають баїнґові агентства (медіабаєр), а також локальні або національні рекламні аґентства. Медіабаєр повинен бути спеціалістом в області реклами, знати всі тонкощі свого бізнесу і вміло комбінувати всі види медіабаїнґу для досягнення максимального ефекту рекламної кампанії замовника.
Клієнтами баїнґових агентств можуть бути прямі рекламодавці (виробники товарів чи послуг), а також рекламні аґентства.
Останнім часом навіть компанії з порівняно невеликими рекламними бюджетами при плануванні маркетинґової активності все частіше залучають до співпраці медіабаєрів.
Часто рекламні агентства об'єднуються в медіабаїнґові клуби задля пільгової закупівлі рекламних місць на певному носії.

## Види медіабаїнґу

### Баїнґ площ для зовнішньої реклами
Баїнґові агентства скуповують білборди, місця для оголошень в громадському транспорті та в інших громадських місцях. Ціна зовнішньої реклами залежить від матеріалу, місця знаходження оголошення та конструкції.

### Баїнґ рекламного місця в пресі
Баєри купують місця, відведені на рекламу, на шпальтах журналів і продають їх клієнтам по частинах. Вартість рекламних місць в пресі залежить від таких факторів: реґіон, тираж, цільова аудиторія, кількість підписників журналу.

### Баїнґ ефірного часу на радіо
Реклама на радіо розраховується за хвилину. Прайм-тайм для реклами на радіо, на відміну від телебачення, — ранок.

### Баїнґ ефірного часу на телебаченні
Один з найскладніших та найпопулярніших видів баїнґу. Оплата здійснюється двома способами: оплата за 1 хвилину ефірного часу або оплата рейтинґів. Перший варіант залежить від прайм-тайму, рейтинґу телеканалу, цільової аудиторії та часу трансляції. Часто телеканали надають пільги баєрам за гуртову закупівлю ефірного часу.

### Баїнґ рекламних площ в інтернеті
З ростом активності інтернет-реклами виросла і гілка цього виду баїнгу. Інтернет баїнґ найбільш стрімко розвивається в наш час. Баєри купують місця на інтернет ресурсах для розміщення банерів компаній. Ціна на такий вид баїнґу може розраховуватися виходячи з багатьох факторів: період розміщення (день, тиждень), кількість переходів, кількість показів.
Ціна на рекламу в інтернет ресурсах залежить від популярності ресурсу та цільової аудиторії.

## Переваги медіабаїнґу
- Чітке планування об'ємів продажу рекламних площ
- Активація продажу рекламних площ
- Вигідний розподіл знижок між покупцем і баєром
- Оптимізація фінансових потоків
- Медіабаїнґ є найкращим способом продажу реклами для починаючих ЗМІ

## Недоліки медіабаїнгу
- Ризик, пов'язаний з не розпродажем закуплених раніше рекламних площ.
- Тісний зв'язок ЗМІ та медіабаєра, тобто імідж медіабаєра залежить від роботи ЗМІ і навпаки.
- Недорозвиненість сфери медіабаїнґу
- Монополія у сфері реклами[2]